# Mitterbach (Berchtesgaden)
Koordinaten: 47° 37′ N, 13° 0′ O
Mitterbach ist seit dem 1. Januar 1972 ein Gemeindeteil bzw. eine Gnotschaft des Marktes Berchtesgaden im oberbayerischen Landkreis Berchtesgadener Land.

## Geschichte
Vermutlich bereits ab Ende des 14. Jahrhunderts war Mitterbach der 6. Gnotschaftsbezirk der „Urgnotschaft“ Berg im Berchtesgadener Land, das ab 1380 das Kernland der Reichsprälatur Berchtesgaden und der später eigenständigen, reichsunmittelbaren Fürstpropstei Berchtesgaden (1559–1803) bildete. Nach drei kurz hintereinander folgenden Herrschaftswechseln wurde 1810 das Berchtesgadener Land mit seinen Gnotschaften dem Königreich Bayern angegliedert und aus Berg ab 1812 die Gemeinde Salzberg, die erst im Zuge der Gebietsreform in Bayern am 1. Januar 1972 ihre Eigenständigkeit verlor und in den Markt Berchtesgaden eingemeindet wurde. Seither ist Mitterbach ein Ortsteil bzw. eine Gnotschaft des Marktes Berchtesgaden.
→ Siehe auch: Liste der Baudenkmäler in Berchtesgaden#Mitterbach